# Hicham Arazi
Hicham Arazi (arabisch هشام أرازي, DMG Hišām Arāzī; * 19. Oktober 1973 in Casablanca) ist ein ehemaliger marokkanischer Tennisspieler. In seiner fast 15 Jahre dauernden Karriere gewann er einen Einzeltitel und erreichte ein weiteres Endspiel auf der ATP Tour. Er stand mit Platz 22 im November 2001 in der Weltrangliste auf seinem Karrierehoch.

## Leben
Als Arazi zwei Jahre alt war, zogen seine Eltern mit ihm nach Frankreich. Mit dem Tennisspielen begann er im Alter von fünf Jahren, angeleitet von seinem Vater Mohamed, der von Beruf Tennislehrer ist.
Ins Profilager wechselte Arazi 1993. 1996 nahm er für Marokko an den Olympischen Spielen in Atlanta teil, verlor dort aber in der ersten Runde gegen den Goldmedaillengewinner von 1992, Marc Rosset.
Den einzigen Einzeltitel seiner Karriere gewann er 1997 in Casablanca. Im selben Jahr erreichte er das Viertelfinale der French Open. Dort verlor er aber gegen den auf Platz 16 gesetzten Spanier Sergi Bruguera (mit 6:4, 3:6, 2:6 und 2:6).
Am 5. November 2001 erreichte Arazi mit Platz 22 seine höchste Platzierung in der ATP-Weltrangliste. Ende 2006 hatte er nur noch Platz 848 inne. Sein insgesamt gewonnenes Preisgeld beträgt 3.602.644 US-Dollar.
Arazi wohnt in Monte Carlo (Monaco) und spricht fünf Sprachen: Arabisch, Französisch, Englisch, Italienisch und Spanisch.

## Erfolge
| Legende (Anzahl der Siege) |
| Grand Slam                 |
| ATP Finals                 |
| ATP Tour Masters 1000      |
| ATP Tour 500               |
| ATP Tour 250 (1)           |
| ATP Challenger Tour (3)    |

### Einzel

#### Turniersiege

##### ATP Tour
| Nr. | Datum         | Turnier    | Belag | Finalgegner      | Ergebnis      |
| --- | ------------- | ---------- | ----- | ---------------- | ------------- |
| 1.  | 24. März 1997 | Casablanca | Sand  | Franco Squillari | 3:6, 6:1, 6:2 |

##### Challenger Tour
| Nr. | Datum          | Turnier   | Belag     | Finalgegner        | Ergebnis      |
| --- | -------------- | --------- | --------- | ------------------ | ------------- |
| 1.  | 15. April 1996 | Malta     | Hartplatz | Stéphane Simian    | 6:7, 7:6, 6:0 |
| 2.  | 6. Mai 1996    | Ljubljana | Sand      | Marcelo Filippini  | 4:6, 6:2, 6:4 |
| 3.  | 3. Juni 1996   | Fürth     | Sand      | Andrei Tschesnokow | 3:6, 6:2, 6:2 |

#### Finalteilnahmen
| Nr. | Datum          | Turnier     | Belag | Finalgegner      | Ergebnis       |
| --- | -------------- | ----------- | ----- | ---------------- | -------------- |
| 1.  | 7. Juni 1999   | Meran       | Sand  | Fernando Vicente | 2:6, 6:3, 6:71 |
| 2.  | 16. April 2001 | Monte Carlo | Sand  | Gustavo Kuerten  | 3:6, 2:6, 4:6  |

### Doppel

#### Finalteilnahmen
| Nr. | Datum             | Turnier    | Belag     | Partner     | Finalgegner                        | Ergebnis      |
| --- | ----------------- | ---------- | --------- | ----------- | ---------------------------------- | ------------- |
| 1.  | 24. März 1997     | Casablanca | Sand      | Karim Alami | João Cunha e Silva Nuno Marques    | 6:7, 2:6      |
| 2.  | 8. September 1997 | Taschkent  | Hartplatz | Eyal Ran    | Vincent Spadea Vincenzo Santopadre | 4:6, 7:6, 0:6 |